# Mursili Ier
Mursili Ier est un souverain hittite ayant régné au début du XVIe siècle av. J.-C., petit-fils de Hattushili Ier à qui il succède après une période de révoltes de palais.

Son règne marque l'apogée de l'ancien Royaume hittite. Mursili est l'artisan de la destruction des deux plus puissants royaumes du Proche-Orient d'alors, le royaume du Yamkhad (Alep) et celui de Babylone, lors de raids éclairs qui aboutissent au pillage de ces cités. 
Mention de la prise d'Alep et de Babylone par Mursili Ier dans les sources hittites :
CTH 10.1 :[...] qui étaient [Hattusili], l'homme de Kussar [Ses troupes], les pays [voi]sins ennemis ils [les détruis]irent [tous], les uns après les autres, et les biens [ils amenèrent vers Hattusa. Ils faisaient prospérer et enrichis[saient le pays de Hatti]. [De ...] ils faisaient la frontière.
Ensuite Mursili devint roi]. Lui aussi [fut un roi] puissant (?). Il anéantit [la ville d'Alep]. Il anéantit […]. Les Hourrites [il anéantit. Ensuite il alla au pays] de la Babylonie, [il l'anéantit] et il am[ena les bien]s vers Hattusa.
CTH 10.2 : Nous avons offensé les dieux au ciel. Les biens de la ville de Babylone qui sont à eux nous avons enlevés. [Les dieux cherchai]ent après notre bétail et nos moutons. Il a tué et son sang et sa chair. Nous avons mis, nous sommes allés et leur champ nous avons envahi. Le bœuf agressif, du pays nous avons lâché. Un vêtement fin babylonien... Quand il grandissait, il rejetait la parole de son père. [Il] déclare [ainsi] : « Aujourd'hui Mursili est mort ». Mursili : personne ne peut prononcer son nom. [Celui qui le nomme] ne [sera] plus mon principal serviteur. [Sa gorge, ils la trancheront et ils le pendront] à sa porte. 
Mais alors qu'il était en campagne en Mésopotamie (vers 1595 av. J.-C.), une révolution de palais éclate à Hattusha, la capitale hittite. À son retour, il est assassiné, et son beau-frère Hantili prend le pouvoir.

## Dans les arts et la culture

### Jeux vidéo
- Le raid de Mursili Ier contre Babylone fait l'objet de l'un des trois scénarios de la campagne hittite d'Age of Empires: Definitive Edition.